# Втрачені пам'ятники Дрогобича
Па́м'ятники Дрого́бича.
У Дрогобичі була значна кількість пам'ятників які не дойшли до нашого часу.
| Назва                                     | Розташування, координати                                                                                               | Фото | Короткі відомості |
| Колона св. Івана (Nepomucena)             | поблизу дому Бруно Шульца                                                                                              |      | Автор невідомий. Рік встановлення невідомий. Знищена у 80-х роках за наказом радянського партійного працівника. |
| Колона з фігурою св. Флоріана             | на колишній вулиці Ягелонській                                                                                         |      | Автор невідомий. Рік встановлення невідомий. Знищена після війни. |
| Невідомий пам'ятник-колона                | на Гірці |      | Автор невідомий. Рік встановлення невідомий. Час і обставини знищення невідомі. |
| Пам'ятник А. Міцкевичу                    | на вулиці Шевченка |      | Скульптор вірменського походження Тадеуш Баронч. У буремний 1918 р. пам’ятник знищили. Лишився лиш постамент, який простояв порожнім увесь міжвоєнний час. Вже лише по війні було встановлене нове погруддя (1947). |
| Пам'ятник Грюнвальдській битві            | на вулиці Шевченка |      | Автор невідомий. Встановлений 1910 року у 500-ту річницю Грюндвальської битви. Знищений в післявоєнний період. |
| Пам'ятник Pro Patria                      | на площі Ринок перед ратушою                                                                                           |      | Автор невідомий. Встановлений 1916 року в честь звільнення міста від російської армії. Знищений 1918 року. |
| Пам'ятник-могила генерал-майору Васильєву | на площі Ринок перед ратушою                                                                                           |      | Автор невідомий. Встановлений 1945 року. Демонтований і частково перенесений на вул. Самбірська в 90-х роках. |
| Пам'ятний військово-меморіальний комплекс | На перетині вулиць Івана Франка та Самбірської 49°21′22″ пн. ш. 23°29′48″ сх. д. / 49.355975° пн. ш. 23.496669° сх. д. |      | Автор невідомий. Рік встановлення невідомий. Демонтований для новішого пам'ятника. |